# Hotiivka, Koriukivka
Hotiivka (în ucraineană Хотіївка) este o comună în raionul Koriukivka, regiunea Cernihiv, Ucraina, formată numai din satul de reședință.

## Demografie
Componența lingvistică a comunei Hotiivka
     Ucraineană (95,21%)
     Rusă (3,77%)
     Română (1,03%)
Conform recensământului din 2001, majoritatea populației comunei Hotiivka era vorbitoare de ucraineană (95,21%), existând în minoritate și vorbitori de rusă (3,77%) și română (1,03%).